# 马德拉群岛
馬德拉（葡萄牙語：Madeira），又譯瑪黛拉，正式名称为马德拉自治区（葡萄牙語：Região Autónoma da Madeira），是葡萄牙在其國土西南方的北大西洋中央所轄的群岛，葡萄牙的两个自治区之一，也是其主岛的岛名。在葡萄牙语中，“馬德拉”是木头之意。明代《坤輿萬國全圖》即把馬德拉島称为“木島”。群岛南距加纳利群岛的特内里费岛仅有400公里，東北距里斯本约1000千米，東南距離西北非摩洛哥的海岸线约600千米。由馬德拉島、圣港岛和两个无人居住的小岛群（德塞塔群岛和萨维奇群岛，今天是自然保护区）组成。马德拉的首府是丰沙尔，位于主岛的南海岸。
在恩里克王子时期，葡萄牙人就发现了马德拉并宣称其为葡萄牙领土（1419年）。1420年，葡萄牙人开始在马德拉上建立殖民地。这是葡萄牙在地理大发现时代的第一次发现与扩张。自从1976年以来，群岛成为葡萄牙的两个自治省之一（另外一个自治省是亚速尔群岛，位于西北方）。自治省的范围覆盖整个群岛。马斯特里赫特条约的299-2条规定，它是欧洲联盟特别领域的外延地區。
今天，馬德拉群島是一處受欢迎的全年度假村，每年大约有一百万游客访问，是当地人口的三倍。该地区以马德拉酒、美食、历史和文化价值、植物和动物、被列为世界遗产的风景（月桂树林）和刺绣工匠而闻名。每年一次的新年烟火秀曾于2006年被吉尼斯世界纪录认证为世界上最大的烟火秀。丰沙尔港是葡萄牙最繁忙的港口之一，是超过半数前往葡萄牙的邮轮的目的地，也是来往于欧洲与加勒比、北非的大西洋轮渡乘客重要的中途停靠站点。马德拉群岛是葡萄牙人均GDP第二高的区域，仅次于里斯本。

## 地理

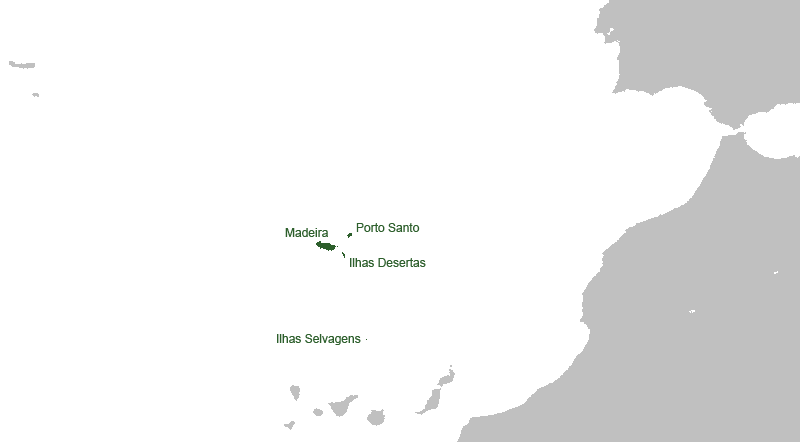
马德拉群岛地图

马德拉群岛与它的近邻亚速尔群岛和加那利群岛一样都是火山岛。它是由一个热点形成的，水面上的部分是整个火山区的最上部的四分之一，水下到大洋盆底部的深度达4000米。马德拉的火山已经不活跃，最后一次喷发约在40万年前。
馬德拉岛的最高峰高1862米，它也是葡萄牙整个国家内的最高点。海岸陡峭多石。南岸的一个陡壁高580米，是世界上第二高的陡壁。
通过一个非常完整的，开放的水道系统馬德拉人将岛北的雨水引到岛南来灌溉庄园和花园。

### 气候

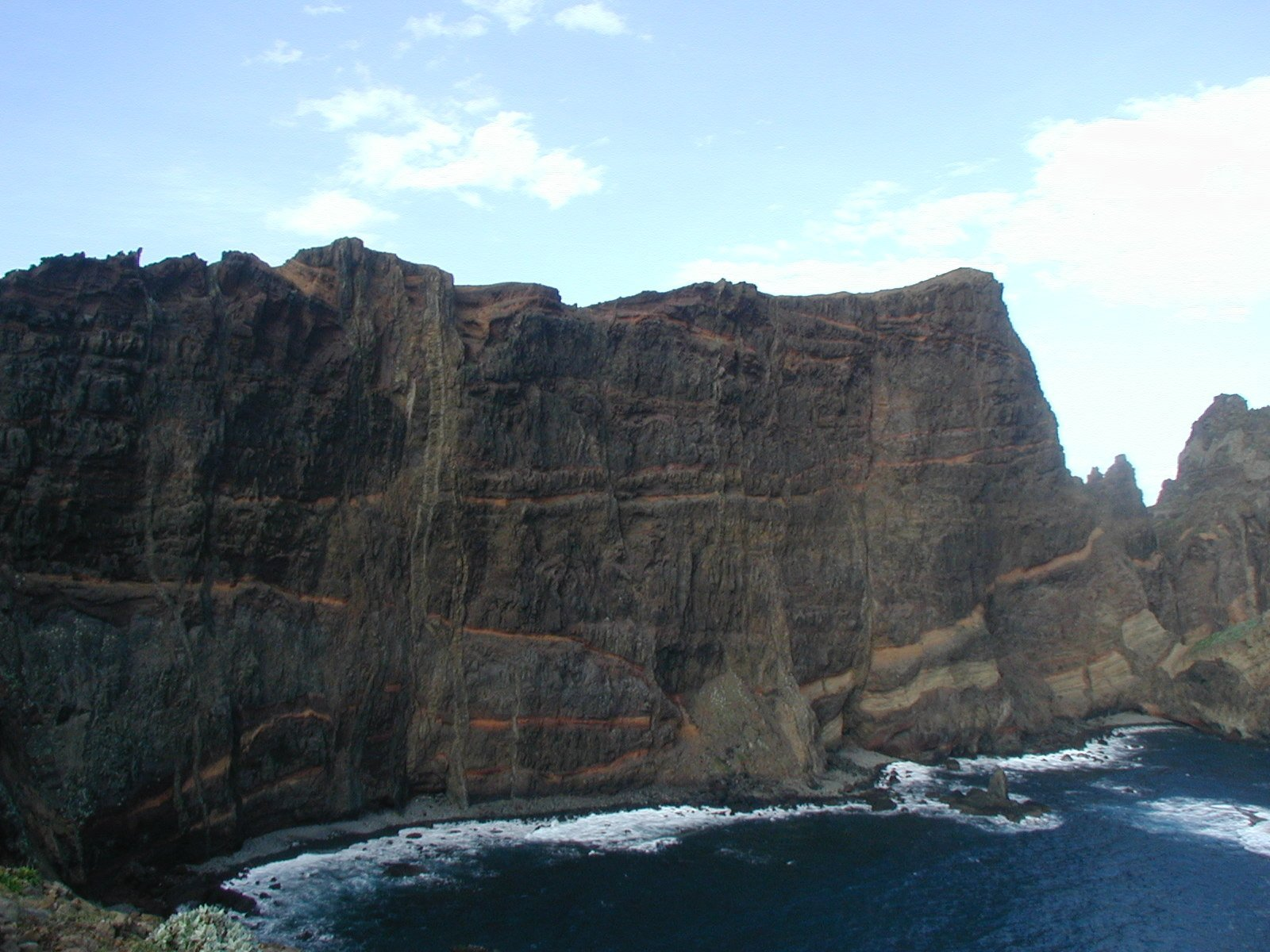
马德拉岛东端的火山岩层

馬德拉属地中海气候，岛上各个地区有多种不同的气候，岛的北部多雨，南部则亚热带温暖。夏季岛受东北季风影响，冬季则受西风带影响。日平均气温十二月和一月在19度左右，七月和八月在25度左右。

### 生态
馬德拉岛上的山中往往覆盖着密林。岛上一种特有的植物生态系统是常绿的月桂树林。1999年12月2日这种特有的生态系统被列入联合国世界遗产。马德拉岛上有143种植物是当地特有的物种。

## 历史

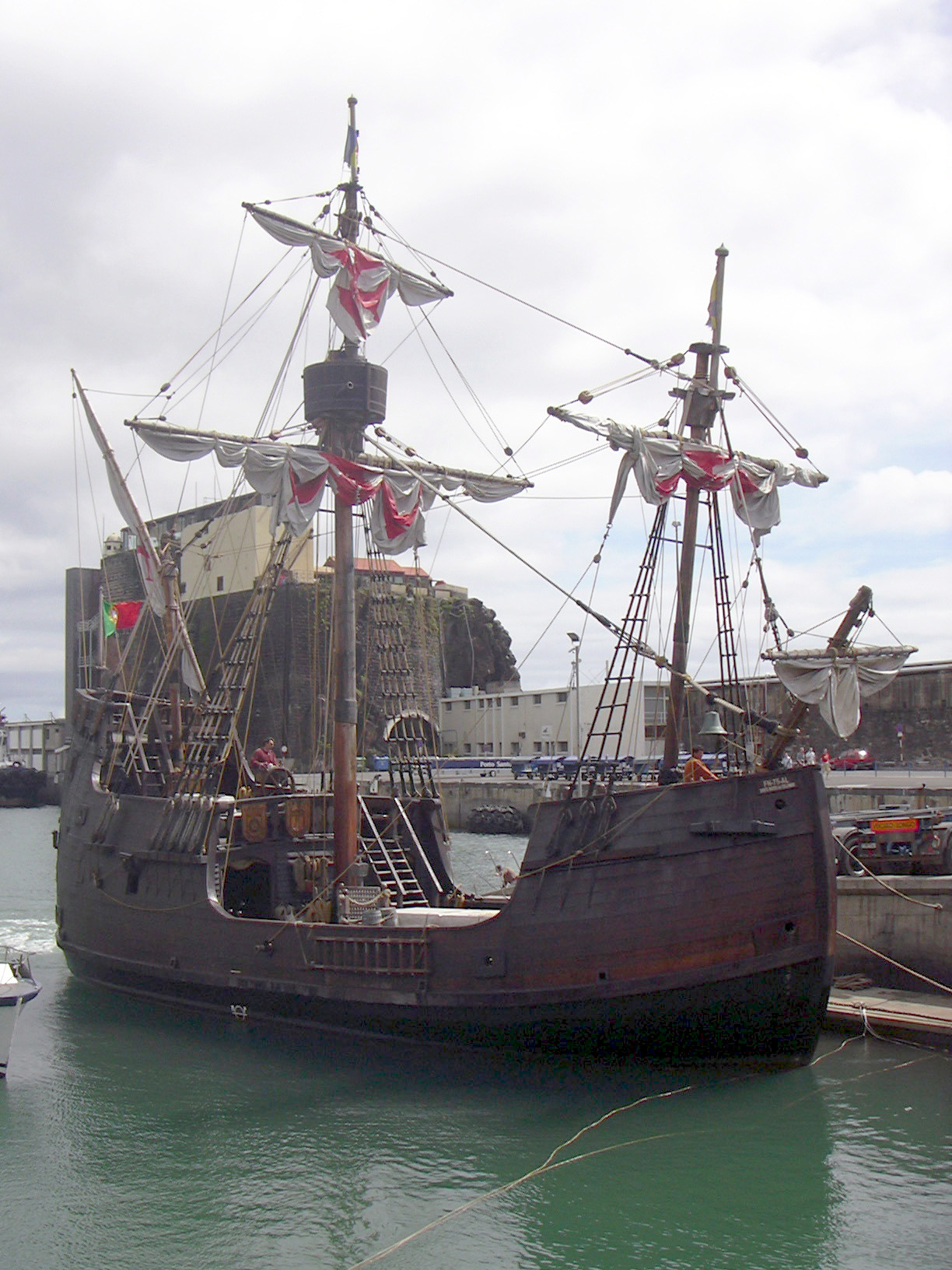
聖瑪莉號古董船

### 发现
腓尼基人在前6世纪就已经发现馬德拉了。老普林尼说他们知道一个叫做“猩红群岛”的地方。这个名字可能来自与古代欧洲获得猩红色用的龙血树。普鲁塔克在《希腊罗马名人传》中的塞多留传中提到，水手告诉塞多留“在大西洋上有两个岛屿，中间被狭窄的水道分开，距离阿非利加海岸有一万化朗……”，指的很有可能是马德拉群岛中的两个大岛（也有人指出应该指的是加纳利群岛）。罗马人不知道这个群岛的精确位置。考古证据表明，900-1030年之间维京人可能登陆过群岛。在1339年的地图上，出现了马德拉群岛。
1418年，从命于恩里克王子的航海者若昂·贡萨尔维斯·扎尔科和特里斯唐·瓦斯·特谢拉由于风暴漂泊到了一个孤岛上，他们将其命名圣港岛。1419年，扎尔科、特谢拉与巴尔托洛梅乌·佩雷斯特雷洛带领着一支殖民队来到了圣港岛，宣称这里是葡萄牙领土。随后，岛上的居民发现在西南方向有“可疑的黑色云朵”，就此发现了面积上更大一些的马德拉岛。

### 殖民时期
葡萄牙殖民者定居在马德拉岛上应该开始于1420年或1425年。
很快葡萄牙移民也开始种庄稼和养畜，人们用火烧的方法开荒，但据说1420年点起的一把大火一直到七年后才熄灭。明代《坤輿萬國全圖》称：「木岛去波尔杜瓦尔半月程 树木茂翳 地肥美 波尔杜瓦尔人至此焚之 八年始尽 今种葡萄 酿酒绝佳」。
后来随着谷物作物产量的逐渐下降，恩里克王子决定在岛上种植一些经济作物，于是从西西里岛引入了甘蔗，1455年，甘蔗种植园林立，利用来自西西里岛的技术和来自热那亚人的资金（直到17世纪，热那亚人还对岛上经济产生着影响）。15世纪中葡萄牙的糖甚至卖到了布里斯托尔。为了突破威尼斯人的经济垄断，热那亚人和佛兰德斯人都想要获得马德拉群岛的通行权。
“1480年的安特卫普使用大约70艘船只供马德拉的甘蔗贸易使用，这些船只将甘蔗安特卫普，进行进一步的加工和配送。到了15世纪90年代，马德拉的糖产量已经超过了塞浦路斯。”
在当时，蔗糖生产和糖产业是岛屿经济的火车头，这就需要大量的劳工。甘蔗种植中使用了大量来自非洲的奴隶劳动力。16世纪时，岛上奴隶人口的比重已经超过了10%。
16世纪从塞浦路斯、克里特和西西里引入葡萄，酿酒业开始兴旺。从美洲带入的葡萄根虫对酿酒业打击很大，以至于许多人被迫离开马德拉。
在蒸汽轮船发明前，对从欧洲去往美洲和印度的船来说，馬德拉是重要的中继站。馬德拉也是从非洲向美洲贩卖奴隶的一个重要转运站。
1617年，经常洗劫地中海沿岸地区的巴巴里海盗从圣港岛劫走了1,200人。到了17世纪，葡萄牙的糖生产已经转移到了巴西和圣多美和普林西比等地。马德拉的主要产业变为了酿酒业。
1801年，大英帝国占领了马德拉。在《亚眠和约》之后，英军撤离。大英帝国又在1807年再次占领马德拉，直到1814年半岛战争结束。

## 旅游业

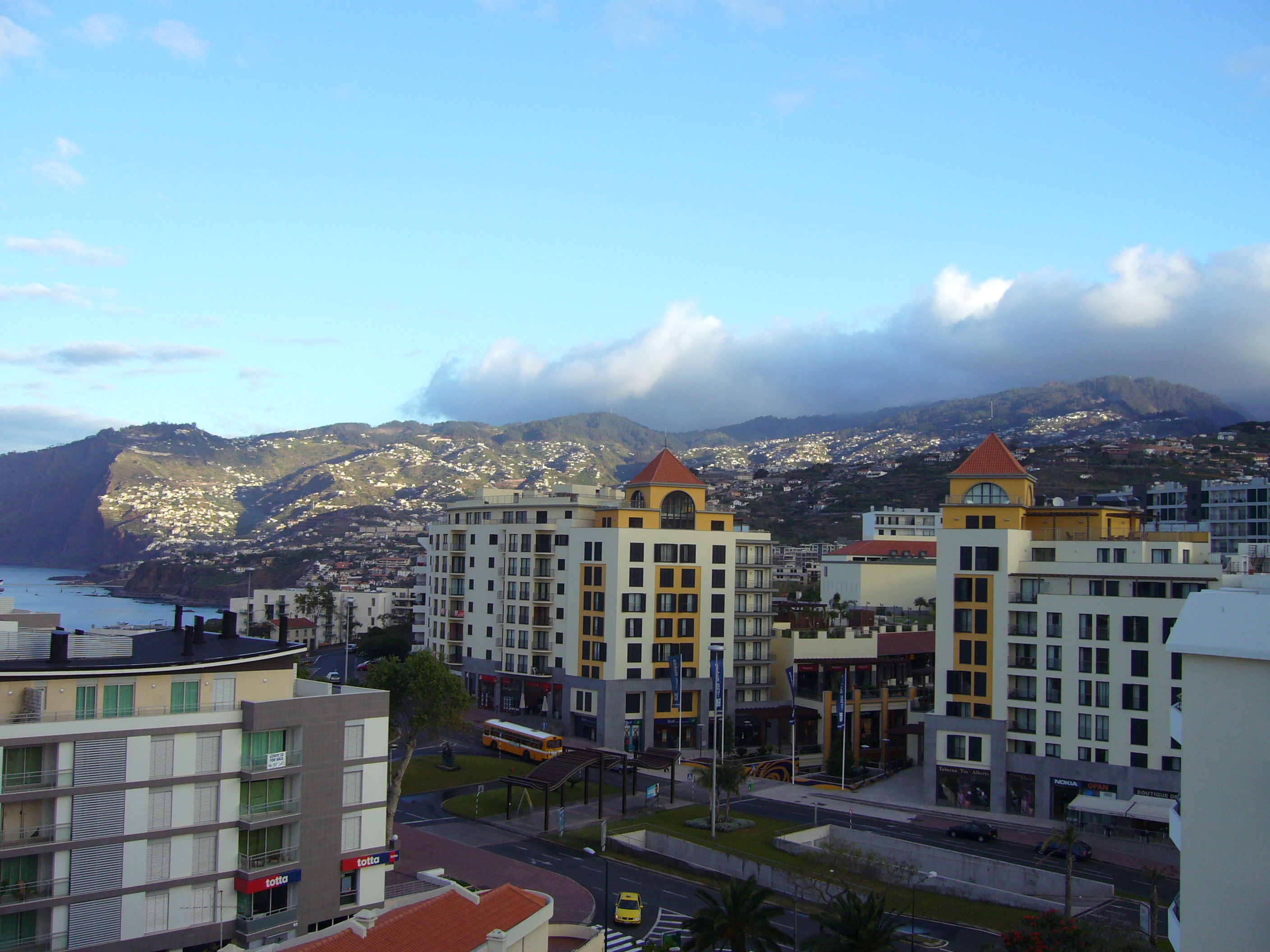
马德拉岛豐沙爾景色

馬德拉是欧洲的一个比较高级的旅游目标。出于传统许多英国人到馬德拉旅游，他们主要聚集在丰沙尔。
馬德拉尤其是一个徒步旅行的好地方，沿着水道有用来修理和维护这些水道的道路，今天许多旅游者使用这些道路来徒步旅行。不过有些地方相当险，旅行的人要不恐高才可以。
馬德拉岛上几乎没有可以游泳和休息的沙滩，但在圣港岛上有近九千米长的沙滩。
馬德拉機場也非常著名，紧贴山和海筑成，从1984年到1986年扩建，使用钢筋水泥柱向海上延伸了几乎一倍，此前只有小飞机可以着陆，而且只有非常有经验的飞行员才能在这里降落。

### 著名游客

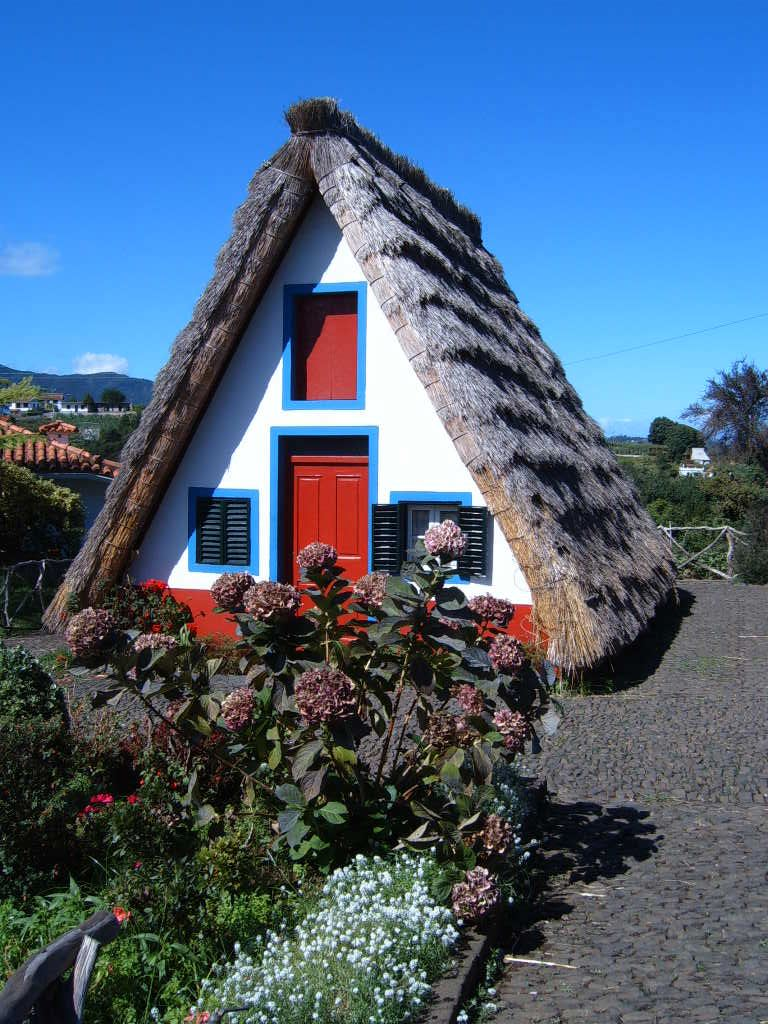
聖安娜的传统民居

- 奥匈帝国末代皇帝卡爾一世退位后攜妻兒流亡至此。他逝世于1922年4月1日并被葬在丰沙尔附近。
- 奥地利皇后茜茜公主在1860年到1861年冬在这里渡过了半年，她觉得馬德拉很无聊，后来前往瑞士的日内瓦湖畔。
- 英国首相温斯顿·丘吉尔多次在馬德拉度假并在此画画为闲。
- 台湾著名作家三毛生前曾与丈夫荷西到马德拉群岛一游，并留下一篇《瑪黛拉游记》，收錄在她的散文集《温柔的夜》中，对当地知名的柳条滑车、肉串曾有生动形象的描述。

## 本地著名人物
- ，世界著名足球運動員，曾獲得世界足球先生和金球獎等足球榮譽，現效力於沙特职业足球联赛球會艾納斯足球會。

## 特产

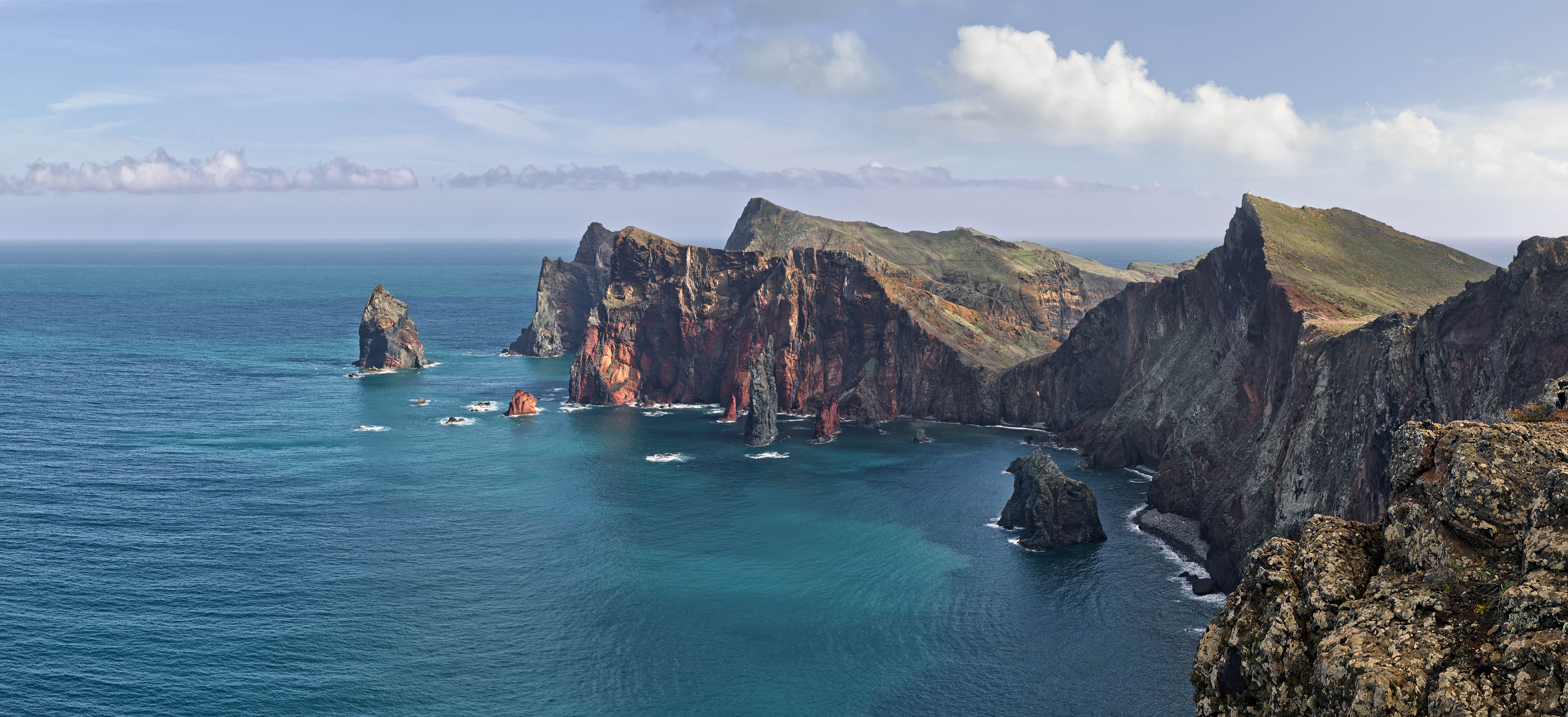
馬德拉聖洛倫索角

### 带鱼和肉串
黑等鳍叉尾带鱼是馬德拉的特产之一，炸带鱼配炸香蕉是当地名菜。
馬德拉的特产肉串长一米，是用月桂树枝串起来的。

### 馬德拉酒
马德拉酒是馬德拉岛特产的葡萄酒，屬加強葡萄酒（Fortified Wine）一類。品質比较高的被用作开胃酒或饭后酒，品質比较低的也用在烹调中。
制造马德拉酒的葡萄品种比较甜，採葡萄从八月中开始，约持续六个星期，每年的产量为530万瓶。发酵后掺入高酒精度的酒来停止发酵过程的继续，使得酒保持其甜度。然后通过加热来使酒精度提高，然后再次搀入白兰地。馬德拉酒的酒精度约在18%到21%之间。

### 庞查酒
庞查酒是馬德拉的特产调味酒，由甘蔗烧酒、蜂蜜、橘汁和柠檬汁混合成。